# Lucien-Eugène Inchauspé
 (avril 2012).
Si vous disposez d'ouvrages ou d'articles de référence ou si vous connaissez des sites web de qualité traitant du thème abordé ici, merci de compléter l'article en donnant les références utiles à sa vérifiabilité et en les liant à la section « Notes et références ».
Lucien-Eugène Inchauspé, né le 6 février 1867 à Saint-Amant-de-Montmoreau (Charente) et mort le 12 avril 1930 à Villeneuve-Saint-Georges (Val-de-Marne), est un ingénieur français d'origine basque, qui contribua largement au développement et à l'amélioration du moteur de type "Diesel".

## Invention
Il perfectionna, en 1924, le moteur inventé par Rudolf Diesel en remplaçant le système d'injection peu performant inventé par celui-ci, par une pompe à injection de son invention. 
Grâce à cette invention, le moteur Diesel put, pour la première fois en 1924, être monté sur un camion.